# Protandrena avulsa
Protandrena avulsa là một loài Hymenoptera trong họ Andrenidae. Loài này được Ramos & Melo mô tả khoa học năm 2006.